# Theodor Busse
Ernst Hermann August Theodor Busse (n. 15 decembrie 1897, Frankfurt (Oder), Imperiul German – d. 21 octombrie 1986, Wallerstein, Bavaria, Germania) a fost un general de infanterie german, care a deținut funcții de comandă în Wehrmacht în timpul celui de-al Doilea Război Mondial.

## Cariera militară

### Începuturi
Busse, care s-a născut la Frankfurt pe Odra, s-a înrolat în 1915 în Armata Imperială Germană, a fost repartizat ca ofițer cadet în Regimentul de Grenadieri nr. 12 „Prinz Carl von Preußen” (Branderburg 2) al Armatei Prusace și a obținut funcții de comandă în februarie 1917. A luptat în Primul Război Mondial și fost decorat pentru serviciile sale cu Crucea de Fier (ambele clase), cu Crucea de Cavaler cu spade a Ordinului Regal de Hohenzollern și cu Insigna neagră pentru Răniți. Avea gradul de locotenent (Leutnant) la momentul armistițiului, iar după armistițiu a fost acceptat ca unul dintre cei 2.000 de ofițeri în noul Reichswehr, unde a avansat treptat constant în rang. În anul 1933, când Hitler a preluat puterea în Germania, avea gradul de Oberleutnant. Fratele său era maiorul și capelanul militar Alfred Heinrich Busse.

### Activitatea sa în Al Doilea Război Mondial
Locotenent-colonelul Busse era ofițer în Marele Stat Major al Armatei de Uscat (Heer) în aprilie 1939 și a urmat un program de instruire care a fost aprobat de șeful Statului Major General în luna august. Programul s-a desfășurat în perioada 1 octombrie 1939 - 30 septembrie 1940. Între anii 1940 și 1942 a ocupat funcția de primul ofițer de stat major (Erster Generalstabsoffizier) și șef al operațiunilor în cadrul Armatei a 11-a, care a fost dislocată pe Frontul de Est și a fost condusă pe rând de generalii Eugen Ritter von Schobert și Erich von Manstein (ulterior feldmareșal). Colonelul Busse a fost decorat la 19 septembrie 1941 cu Ordinul „Steaua României” cu spade, în gradul de Comandor cu panglica de „Virtutea Militară” „pentru destoinicia și devotamentul de care au dat dovadă pe câmpul de luptă în operațiunile contra bolșevicilor în colaborare cu trupele române”.
A rămas în statul major al feldmareșalului von Manstein ca șef al Biroului Operațiuni din cadrul Grupului de Armate Don (noiembrie 1942 - februarie 1943) și apoi ca șef al Statului Major al Grupului de Armate Sud (februarie 1943 - martie 1944), ambele grupuri de armate luptând de pe Frontul de Est. În martie 1943 a fost înaintat la gradul de general-maior, iar șase luni mai târziu la gradul de general-locotenent. În perioada în care a servit în Grupul de Armate Sud a fost decorat la 30 ianuarie 1944 cu Crucea de Cavaler al Crucii de Fier. După ce s-a aflat o scurtă perioadă de timp în rezerva de comandanți, generalul Busse a fost numit la 10 iulie 1944 în funcția de comandant al Diviziei 121 Infanterie, iar, trei săptămâni mai târziu, la 1 august 1944 a devenit comandant al Corpului I Armată. La 9 noiembrie 1944 a fost avansat la gradul de general de infanterie (General der Infanterie).
După spargerea frontului de către sovietici la Baranów Sandomierski generalul Busse a preluat la 20 ianuarie 1945 comanda Armatei a 9-a din cadrul Grupului de Armate Vistula la 20 ianuarie 1945, dar numirea sa nu a fost confirmată niciodată. Se pare că era un lucru obișnuit ca generalii comandanți ai unităților cu statut de armată să se afle într-o perioadă de probă înainte de numirea lor în funcția de comandant-șef. Germania a capitulat necondiționat înainte de expirarea perioadei de probă a lui Busse.
În ultimele cinci luni ale războiului, Busse a comandat Armata a 9-a, care făcea parte din Grupul de Armate Vistula. Întrucât sovieticii au continuat să avanseze către Germania, Armata a 9-a a luptat pentru a proteja capitala germană. Mai exact, Busse a comandat Armata 9 în cursul Bătăliei de pe colinele Seelow și al Bătăliei de la Oder-Neisse. În acea perioadă el i-ar fi spus superiorului său, generalul Heinrici, că „dacă am putea să rămânem pe poziții până la sosirea americanilor, ne-am îndeplini misiunea față de poporul nostru, față de țara noastră și față de Istorie”. În timpul ședinței din 28 martie 1945 a conducerii Statului Major General cu Hitler, generalul Busse a fost bruftuluit agresiv de Hitler pentru eșecul ofensivei de eliberare a Küstrinului, un oraș fortificat situat la est de Berlin. În apărarea lui Busse s-a ridicat generalul Guderian (șeful Marelui Stat Major al Armatei de Uscat), care l-a înfruntat pe Führer atunci când a spus că Busse a luptat cu forță și tenacitate, așa cum trebuia să lupte un general, în ciuda superiorității copleșitoare a adversarului. Hitler s-a înfuriat și l-a destituit pe Guderian, pe care l-a considerat vinovat de eșecul ofensivei din est.
În aprilie 1945, în timpul Bătăliei Berlinului, Armata a 9-a a lui Busse a fost separată de armatele germane de pe flancurile sale și aproape înconjurată de forțele sovietice. Generalul Gotthard Heinrici a încercat de mai multe ori să-l convingă pe Busse să se retragă, dar Busse a refuzat să ia în considerare retragerea fără un ordin expres din partea Führerului. În cele din urmă, Armata a 9-a a lui Busee, alcătuită din circa 200.000 de militari germani, a fost împinsă într-o pungă din Pădurea Spree la sud de colinele Seelow și la vest de Frankfurt pe Odra, unde a fost complet înconjurată de două unități avansate ale Armatei Sovietice ce se îndreptau către Berlin. În această pungă tot mai strânsă forțele lui Busse au fost anihilate în Bătălia de la Halbe. Deși i s-a oferit capitularea, Busse a ordonat ultimelor sale unități de blindate să continue lupta pentru a se putea retrage spre vest. Rămășițele armatei s-au retras prin  Massow, Kummersdorf, Märtensmühle, Hennickendorf, Dobbrikow, Rieben și Beelitz-Schönefeld și au reușit în cele din urmă, în dimineața zilei de 1 mai, să facă joncțiunea cu Armata a 12-a a generalului Walther Wenck la sud de Beelitz și toate aceste unități reunite s-au retras spre vest către Elba, au traversat podul parțial distrus de la Tangermünde și s-au predat forțelor americane între 4 mai și 7 mai 1945.

### După război
În iulie 1945 generalul Busse a capturat de americani ca prizonier de război și închis până în 1947 în închisoarea aliaților din Landsberg am Lech. La procesul de la Nürnberg mai mulți martori au fost întrebați de ce au preluat conducerea unor unități militare atunci când situația era deja disperată. Busse a răspuns că a fost impresionat atunci când a văzut grupurile de concetățeni disperați care fugeau spre vest și că dorea să-i protejeze de inamicul care venea dinspre est. El a spus că a urmat exemplul altor câtorva militari care ar fi preferat să moară decât să capituleze.
După război, Busse a fost director al Apărării Civile a Germaniei de Vest, a scris și publicat o serie de lucrări despre istoria militară a celui de-al Doilea Război Mondial și a fost implicat în elaborarea Memorandumului de la Himmerod prin care s-a solicitat reînarmarea Republicii Federale Germania și înființarea Bundeswehr-ului. A lucrat în cadrul Ministerului de Interne al RFG și a participat la elaborarea legii privind serviciile de urgență, care a pus bazele cooperării civil-militare în situații de calamități și de război. El a inițiat construirea buncărului guvernamental din valea Ahr prin activitatea desfășurată în cadrul Ministerului de Interne. Chiar înainte de finalizarea acestuia Busse a fost pensionat deoarece contractul său de consultanță a expirat. Cu toate acestea, el a fost reactivat la scurtă vreme, la cererea personală a ministrului federal de interne, pentru a ocupa o funcție importantă într-un moment critic: în cadrul primului exercițiu NATO „Fallex 66” desfășurat în 1966 în buncărul guvernamental, el a preluat conducerea generală a grupului german.
Busse a întreținut o prietenie profundă cu Walther Wenck și Erich von Manstein.

## Decorații
- Crucea de Fier (1914)
  - cl. a II-a (3 noiembrie 1916)
  - cl. I (22 august 1917)
- Insigna neagră pentru răniți (1914)
- Crucea de Cavaler cu spade a Ordinului Regal de Hohenzollern (29 iulie 1918)
- Crucea de onoare a Războiului Mondial 1914/1918 (5 decembrie 1934)
- Medalia pentru serviciu îndelungat în Wehrmacht, cl. a IV-a - a II-a (2 octombrie 1936)
- Crucea de Fier cu barete (1939)
  - cl. a II-a (27 mai 1940)
  - cl. I (30 mai 1940)
- Ordinul „Steaua României” cu spade, în gradul de Comandor cu panglica de „Virtutea Militară” (19 septembrie 1941)[4]
- Ordinul Militar „Mihai Viteazul” cl. III-a (8 mai 1942)
- Crucea Germană de aur (24 mai 1942) ca Oberst im Generalstab în Armata a 11-a[7]
- Medalia Frontului Răsăritean (10 august 1942)
- Insigna Crimeea (10 septembrie 1942)
- Crucea de Cavaler al Crucii de Fier (30 ianuarie 1944), în calitate de Generalleutnant și șef al Statului General al Heeresgruppe Süd[8][9]
- Banda de braț Kurlanda
- Crucea de Comandor al Ordinului de Merit al Republicii Federale Germania (25 ianuarie 1966)

## Cărți
- „Kursk: The German View” de Steven H. Newton. Prima parte a cărții reprezintă o traducere nouă a unui studiu al Operațiunii Citadel (marea bătălie de tancuri de la Kursk), elaborat de generalul Theodor Busse, care oferă o perspectivă cheie asupra comandanților infanteriei, tancurilor și aviației.